# Mort de Sandra Bland
La mort de Sandra Bland est une affaire judiciaire américaine provoquée par le suicide controversé en prison de la militante afro-américaine Sandra Bland le 13 juillet 2015, trois jours après son arrestation pour défaut de signalisation en conduisant.

## Sandra Bland

### Biographie
Sandra Bland est née le 7 février 1987 à Naperville, dans la banlieue de Chicago en Illinois. Ses parents divorcent alors qu'elle est enfant et elle grandit dans le quartier pauvre mais dynamique de Valley, dans l'ouest de la ville, avec sa mère qui cumule plusieurs emplois et ses quatre sœurs. En 1996, la famille déménage dans un appartement à Hinsdale puis dans une maison à Villa Park où Sandra Bland étudie au lycée Willowbrook et se révèle une excellente élève,. En 2005, elle entre à l'université A&M de Prairie View au Texas, l'une des universités historiquement noires pour étudier l'agriculture. Elle obtient une bourse de la fanfare et intègre la sororité Sigma Gamma Rho. Diplômée en 2009, elle retourne dans l'Illinois.

### Activiste Black Lives Matter
Militante pour les droits civiques, en particulier au sein du mouvement Black Lives Matter, Sandra Bland poste à partir de janvier 2015 des vidéos sur les réseaux sociaux sous le titre Sandy Speaks où elle traite notamment des violences policières. Son dernier message publié sur Twitter concerne la fusillade de l'église de Charleston en Caroline du Sud où Dylann Roof, un homme blanc, a tué neuf personnes noires.

## Arrestation

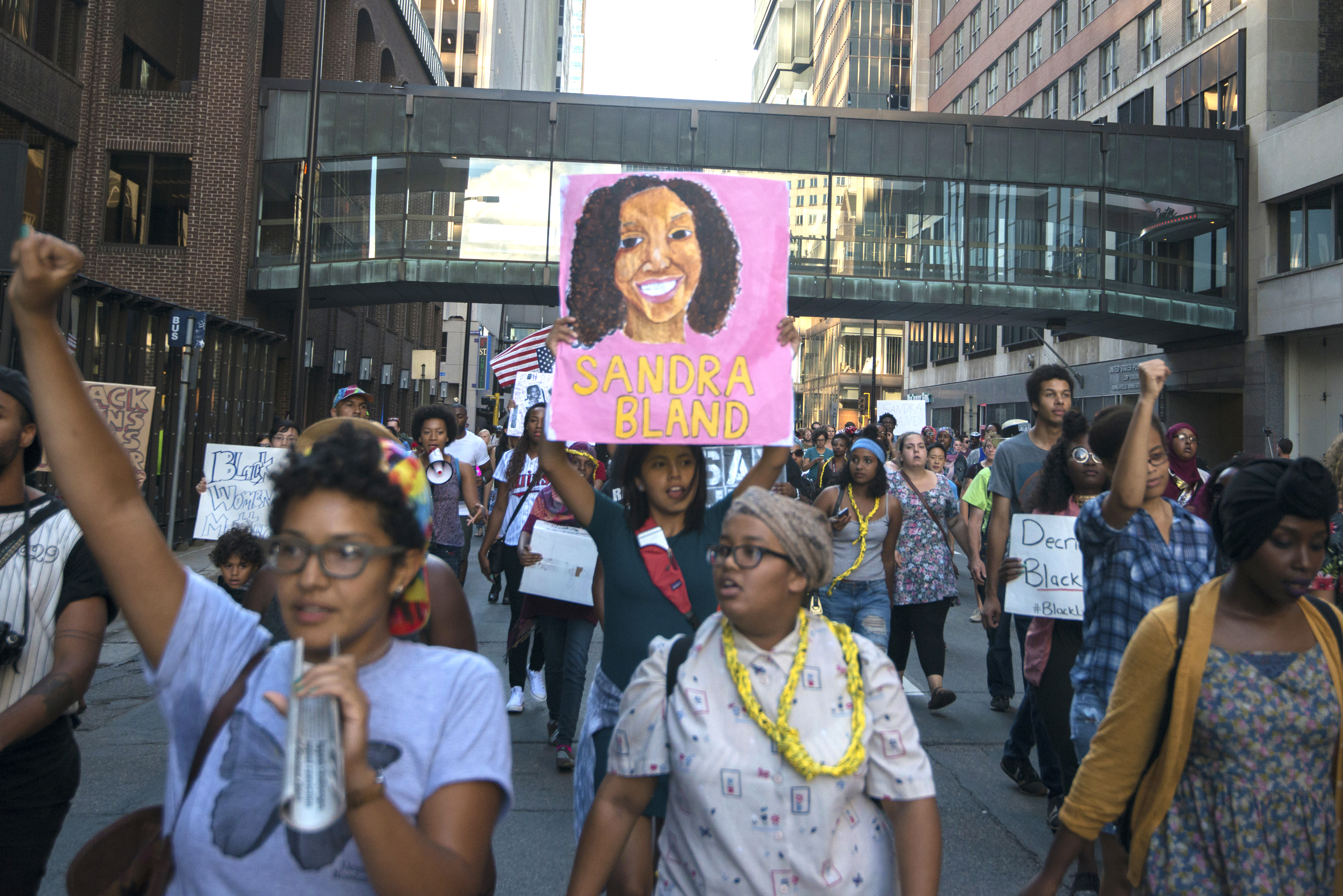
Marche en l'honneur de Sandra Bland et pour protester contre les décès de femmes noires en garde à vue - Minneapolis.

Le 9 juillet 2015, elle retourne au Texas pour un entretien d'embauche à l'université A&M Université A&M du Texas de Prairie View et est engagée comme coordinatrice de la sensibilisation de la communauté. Elle est interpellée le lendemain alors qu'elle se rendait à son nouveau travail pour ne pas avoir mis son clignotant par le policier Brian Encinia âgé de 30 ans. La situation dégénère et Sandra Bland est arrêtée pour « agression sur fonctionnaire » et emprisonnée, faute de pouvoir payer la caution dont le montant s'élève à 5 000 dollars. Elle est retrouvée morte dans sa cellule trois jours plus tard. Selon plusieurs sources, la vidéo de l'arrestation qui a été filmée depuis le  véhicule de police disposant d'une caméra et diffusée par les autorités, aurait été modifiée, en coupant certaines scènes dans l'intérêt du policier.

## Filmographie
L'affaire a fait l'objet d'un film documentaire réalisé par les cinéastes Kate Davis et David Heilbroner pour la chaîne de télévision HBO, diffusé en 2018, Say Her Name: The Life and Death of Sandra Bland,.  